# Hong Kong Supplementary Character Set
Das Hong Kong Supplementary Character Set, abgekürzt HKSCS (chinesisch 香港增補字符集, Pinyin Xiānggǎng Zēngbǔ Zìfújí – „Hongkong-Ergänzungszeichensatz“) ist eine Erweiterung der Big5-Kodierung, die 4.941 zusätzliche Zeichen für Kantonesisch enthält. Es ist eine Weiterentwicklung des Government Chinese Character Set (政府通用字庫 – „Allgemeinzeichensatz der Regierung“) der Hongkonger Regierung und wurde zunächst nur in Behörden, später auch in der Öffentlichkeit benutzt.

## Entwicklung
Aufgrund der großen Unterschiede zwischen Hochchinesisch und Kantonesisch erkannte die Regierung Hongkongs 1995 die Nachfrage nach einem kantonesischen Zeichensatz, welcher elektronische Kommunikation in dieser Sprache vereinfachen würde, da die Big5-Kodierung diese Zeichen nicht enthielt.
Daraufhin wurde das Government Chinese Character Set entwickelt, welches aus verschiedenen chinesischen Zeichen besteht, die in Hongkong verwendet werden. Der Satz war aber nicht sehr gut organisiert.
Daraufhin wurde der HKSCS-1999-Standard entwickelt. Nachdem die Verwendung stieg, wurde der Zeichensatz 2001, 2004 und 2008 revidiert. Seit 2004 sind alle Zeichen des HKSCS-Standards auch in Unicode kodiert, vorher wurden die Zeichen im benutzerdefinierten Bereich kodiert.

## Unterstützung
Windows Vista kann von Haus aus das HKSCS darstellen. Für Windows 2000 und XP ist ein Patch verfügbar, der die Codepage 950 durch eine Codepage 951 ersetzt, die zusätzlich zu den in der Codepage 950 kodierten Zeichen auch die HKSCS-Zeichen kodiert. Die mitgelieferten Schriften verursachen jedoch Konflikte mit anderen Programmen und Schriften.
Linux unterstützt HKSCS seit 2000 über glibc, der Standard ist aber noch auf dem Stand von 1999.
Mac OS X ab 10.0 implementiert ebenfalls Unterstützung für HKSCS.